# 鵜養幸雄
鵜養 幸雄（うかい ゆきお、1955年 - ）は、日本の行政学者、公法学者。立命館大学大学院（公務研究科）教授。専門は公務員制度、公務員法。

## 経歴
1955年神奈川県横浜市生まれ。私立栄光学園中学に入学、高校から私立麻布高校に編入。東京大学法学部（政治コースおよび私法コース）卒業後、人事院入り。
任用局試験専門官室で国家公務員採用試験（主として上級（現国家公務員採用Ⅰ種試験）法律区分）問題の作成などを担当。
1986年4月から3年間、外務省に出向（大臣官房で省全体の人事等の在り方を検討、国際連合局で国際機関関連の仕事に従事）。
1989年4月から2年間、国際労働機関 (ILO) の派遣、消防職員の労働条件に関する会議 等に参加。
1991年4月に人事院に復帰してからは、公務員の育児休業制度導入に関わる仕事、人事院規則の法令審査、不利益処分審査請求の処理、公務員の任期付採用制度の立案、人事評価制度の検討などの業務に従事。
2007年4月に立命館大学公務研究科創設と共に同科教授に就任。
人事院研修所講師、国際協力機構 (JICA) 招聘研修員研修講師、さいたま人材開発センター研修講師、宮城県人事院会研修講師、福島県人事院会研修講師、横浜市PTA連絡協議会（市P連）理事、学校家庭地域連絡協議会（学家地連）会長などの役職を歴任。
販売士1級、行政書士、消費生活アドバイザー、簿記1級、宅地建物取引士などの資格を取得している。

## 担当科目
立命館大学大学院（公務研究科）では、公務基礎論、労働法務論、リサーチ・プロジェクトなどの科目を担当。
中央大学大学院（公共政策研究科）では客員教授として政策演習を担当。
人事院公務員研修所では研修講師として古典に学ぶ、リーダーシップ論等を担当。
人事行政研究所講師として服務制度、勤務時間・休暇制度、懲戒・分限の制度・運用、非常勤職員の制度・運用について実務者対象の研修を実施。

## 論文
- 『立命館法學』
  - 「成績主義--公務員制度（改革）の中で」2009年（3号）
  - 「『公務員』」という言葉 2009年（5・6号）
  - 「公務員の『身分保障』」2010年（1号）
  - 「職階法へのレクイエム」2010年（2号）
  - 「官職という主題」2010年（5・6号）

- 『政策科学』
  - 「昭和10年代の公務員制度改革論」2010年（17巻2号）
  - 「政権交代下の地方官人事--戦前知事は『浮き草稼業』だったのか」2010年（18巻1号）
  - 「『非正規』な公務員という存在」2012年（19巻3号）

- 『人事院月報』
  - 「これからの『公務(員)』の話をしよう」2010年（11月号）

- 『人事試験研究』
  - 「戦前の『高文』（文官高等試験）--果たした役割と残した課題」2009年（213号）

その他、公務員、公務員制度等に関する論文を多数執筆。

## コラム
- キヤノングローバル戦略研究所 (CIGS)
  - 政治任用制度の研究 (1)『政治任用』の環境整備（上）2010年
  - 政治任用制度の研究 (1)『政治任用』の環境整備（下）2010年

- 『試験と研修』（財）公務人材開発協会
  - 「人が育つ、という楽しみ」2012年（11月号）

その他、古典に関するエッセイ等を執筆。